# 喬治·巴頓四世
喬治·史密斯·巴頓四世（George Smith Patton, IV，1923年12月24日—2004年6月27日），美國陸軍少將，是四星上將乔治·巴顿之子。
乔治·巴顿四世出生於麻薩諸塞州波士頓，1946年畢業於西點軍校。曾參與韓戰，以及越戰中三次到越南服役。曾帶領第11裝甲騎兵團以及第2裝甲師，創下美軍史上首個由父子檔先後統領同一單位（第2裝甲師）的案例。1980年以少將军衔退役。
2004年6月27日，因帕金森氏症去世。